# Laguna Karavasta
Laguna Karavasta (albanski Llaguna e Karavastas) je najveća laguna u Albaniji i jedna od najvećih u Sredozemnom moru. 
Laguna smještena je u zapadnom dijelu Albanije i najveći grad u blizini je Lushnje. Laguna je odvojena od Jadrana dugom pješčanom dinom. 
Laguna Karavasta je bogata šumom i mnoštvom malih pješčanih otočića. Poznata je kao utočište rijetkih dalmatinskih pelikana koji se u njoj gnijezde. Dio je nacionalnog parka Pisha e Divjakës.